# ARA Independencia (1893)

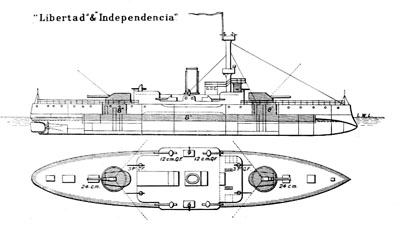
Dibujo

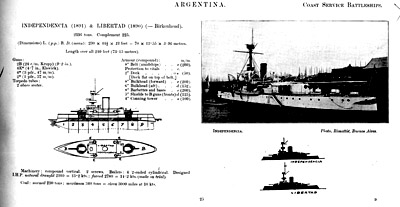
Dibujo de Jane's de 1902

El ARA Independencia fue un acorazado de río de la Armada Argentina en servicio de 1892 a 1968. Fue puesto en gradas en 1890, botado en 1891 y asignado en 1893.
Fue construido a pedido del Gobierno Argentino en el Astillero Cammel, de la localidad inglesa de Birkenhead por la firma Laird Brothers y tuvo un costo de 176 000 libras esterlinas.
Su quilla fue puesta el 15 de marzo de 1890 y el 26 de febrero del año siguiente fue botado, arriándose el pabellón argentino en el buque el 5 de marzo de 1892.
A diferencia de los acorazados de este tipo anteriores que poseía la Escuadra Nacional, adquiridos en la presidencia de Domingo Faustino Sarmiento, tanto su armamento como su coraza eran mucho más avanzados (si bien sí mantenía el fuerte espolón de proa). 
Con respecto al armamento, los antiguos cañones de avancarga de modelos anteriores como el ARA Los Andes fueron dejados de lado para hacerle lugar a los más modernos cañones de la firma alemana Krupp de 240 mm montados en plataformas giratorias con 260° de giro. Los cañones de tiro rápido Armstrong de 120 mm se encontraban ubicados sobre la cubierta principal, en reductos semicirculares salientes. Por último, los cañones de menor calibre Maxim-Nordenfelt de 47 mm se alojaban en los puentes y en las cofas, con la particularidad de ser desmontables y utilizables para operaciones de desembarco.
A su vez, los avances en la industria del blindaje, permitieron que la protección de su coraza fuera también superior a la de sus antecesores El Plata y Los Andes. La coraza del Independencia estaba construida de acero compound de 200 mm de espesor en la zona del cinturón, 200 mm en la zona de reductos y barbetas, 50 mm en la cubierta y 152 mm en las pantallas de la batería.
Entre su larga trayectoria al servicio de la Armada Argentina, se puede destacar su decisiva intervención en el combate naval de El Espinillo, en el cual el poder de sus cañones Krupp de 240 mm terminó perforando el blindaje de su rival Los Andes.
En 1895, participa activamente en los ejercicios navales de alta mar, transportando al jefe del Estado Mayor General de la Armada, el capitán de navío Manuel José García-Mansilla. También participó activamente en los ejercicios navales de 1902 y 1909.
En 1947-48, el Independencia trabajaba del buque nodriza de submarinos.
A lo largo de su historia, ejerció funciones de Instrucción y Adiestramiento desempeñando una destacada tarea hasta que a mediados del siglo XX se lo destina como pontón faro, siendo finalmente radiado en 1968.